# Oirates

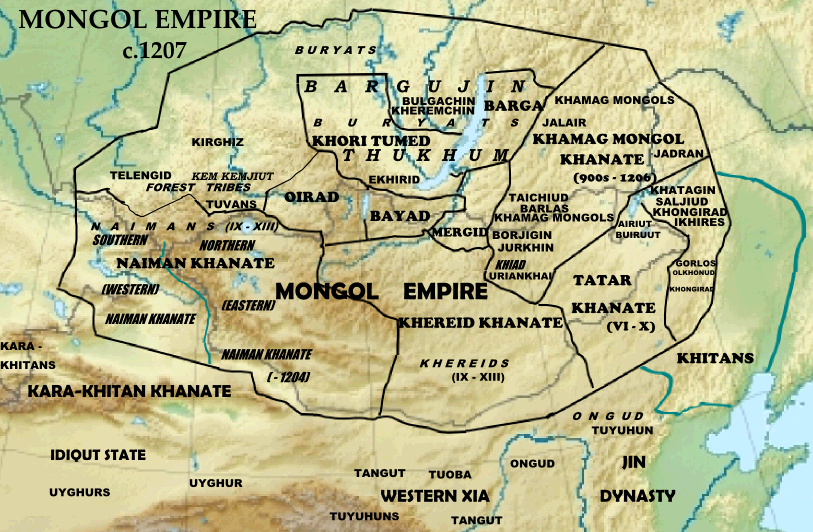
Imperio mongol c. 1207.

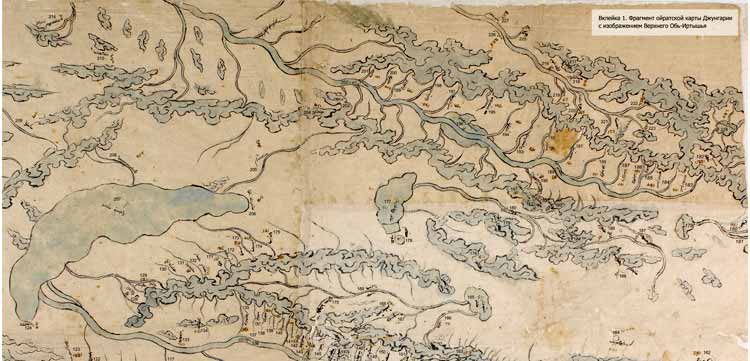
Mapa del Oirat medieval.

Los oirates (en mongol: oйрад -oirat-, antiguamente, también eleuths) es el nombre de un grupo de tribus nómadas dedicadas al pastoreo, de origen mongol.
Son el grupo más occidental de los mongoles cuyo hábitat ancestral se encuentra en la región de Altái de Xinjiang y el oeste de Mongolia.
Históricamente, los oirates estaban compuestos por cuatro tribus principales: zúngaros (choros u olots), torgut, dörbet y Joshut. Las tribus menores incluyen: joid, bayads, myangad, zajchin y baatud.
Fueron conquistados por la dinastía Qing en 1692
Este grupo incluye a las tribus que habitan en Kalmukia, una república federal de Rusia; a este subgrupo se lo denomina pueblo calmuco.